# Abdelhamid Guayas
Abdelhamid Guayas (arabe : عبد الحميد قياس) est un acteur tunisien, notamment connu pour avoir joué le rôle de Hédi Tehifa dans la série télévisée El Khottab Al Bab.

## Filmographie

### Cinéma
- 1990 : Halfaouine, l'enfant des terrasses de Férid Boughedir : Cheikh Mokhtar
- 2006 : La télé arrive de Moncef Dhouib
- 2011 : Le Masseur d'Anouar Lahouar
- 2017 : Tunis by Night d'Elyes Baccar : Hamadi

### Télévision

#### Séries
- 1992 :
  - Liyam Kif Errih de Slaheddine Essid : Ridha
  - Walad Ennas de Moncef Dhouib
- 1994 : Ghada de Mohamed Hadj Slimane
- 1996-1997 : El Khottab Al Bab de Slaheddine Essid, Ali Louati et Moncef Baldi : Hédi Tehifa alias Cheikh Tehifa
- 1997 : Bab El Khokha d'Abdelkader Bhouri et Nabil Bessaîda
- 2000 : Ya Zahra Fi Khayali d'Abdelkader Jerbi (invité d'honneur)
- 2001 : Ma Hkitlechi de Khalfallah Khalsi (invité d'honneur)
- 2005 :
  - Chaâbane fi Ramadhane de Salma Baccar et Lassaad Oueslati
  - Ya Msaharni de Moncef Dhouib : Touhami Barrouta
  - Café Jalloul de Lotfi Ben Sassi, Imed Ben Hamida et Mohamed Damak : Jalloul
- 2012 : El Icha Fan d'Amine Chiboub
- 2013 : Yawmiyet Aloulou de Kamel Youssef, Tarek Ben Hjal et Béchir Mannai : Aloulou
- 2016 : Dima Ashab d'Abdelkader Jerbi : Hamadi (propriétaire du jardin d'enfants)
- 2017 : Bolice de Majdi Smiri : le cheikh
- 2018 : 7 sbaya de Khalfallah Khalsi : Abdelhamid
- 2021 :
  - L'Espion de Rabii Tekali : Général
  - Ken Ya Makenech d'Abdelhamid Bouchnak : Bakraj
  - La Tah La Dazouh de Kaïs Aloui : Si Boulbeba

#### Émissions
- 2012 : Klem Ennes (invité)
- 2017 : Abdelli Showtime (invité)

### Théâtre
- 1972 : Un Poisson mange l'autre de Taïeb Shili (Festival du théâtre universitaire)
- 1973 : Chram Bram (sketchs ; Société de télévision tunisienne)
- 1974 : On a vécu et on a vu (opérette) sous la direction de Mohamed Gmach et avec la participation de Lotfi Bouchnak
- 1975 : Palestine mon pays avec la troupe Manar (Festival national du théâtre amateur de Korba)
- 1976 : L'Agence, pièce pour laquelle il obtient le prix du meilleur acteur au Festival de la semaine du théâtre organisé en l'honneur du discours du président Habib Bourguiba prononcé le 7 novembre 1964
- 1977 :
  - Que l'intru soit dehors, pièce avec la participation de Mokhtar Chaouch et dirigée par Muhammad Qassem
  - La Cloche, pièce écrite par Mohamed El Fariqi avec Lamine Nahdi, Faouzi Machroum et Nasreddine Ben Mokhtar
- 1978 : People of fancy, pièce avec la participation de Lamine Nahdi
- 1982 : Hama... décédé (monodrame en trois parties joué ans le cadre du Centre culturel de Tunis)
- 1984 :
  - Colombe de la paix (expérience dans le théâtre de marionnettes mise en scène par Moncef Belhaj Yahia)
  - Ommi Sissi
  - Je suis l'accident (inaugurant le Festival international de Monastir)
- 1985 : L'Oiseau du matin (pièce adressée aux enfants)
- 2003 : Mourad III de Mohamed Driss
- 2005 : Karnita d'Abdelhamid Guayas

En 1980, il participe à une expérience de revitalisation culturelle, de lectures, de poésie et de concerts avec Hamadi Laajimi. En 1984, il contribue à la création du Théâtre national tunisien avec Moncef Souissi et ressuscite les Journées théâtrales de Carthage.

### Radio
- Hadra sur Mosaïque FM

## Distinctions
- Officier de l'Ordre tunisien du Mérite (2004)[1].